# Rodatytschi
Rodatytschi (ukrainisch Родатичі; russisch Родатичи Rodatitschi, polnisch Rodatycze) ist ein Dorf in der westukrainischen Oblast Lwiw mit etwa 720 Einwohnern.
Am 12. Juni 2020 wurde das Dorf ein Teil der neu gegründeten Stadtgemeinde Horodok im Rajon Lwiw, bis dahin gehörte es mit dem Dorf Moloschky (Молошки) zur gleichnamigen Landratsgemeinde Rodatytschi (Родатицька сільська рада/Rodatyzka silska rada) im Rajon Horodok.

## Geschichte
Das deutschrechtliche Dorf wurde im Jahr 1449 als Horodjatycze erwähnt, danach folgten die Erwähnungen von Hrodathicze (1473) und Rodatycze (1494). Der ursprüngliche Ortsname ist von der ukrainischen Bezeichnung *ГороԀяа mit einem besitzanzeigenden Suffix abgeleitet, d. h. er bezeichnete „Leute aus einem Ort [früher] mit Grad (altslawische Burgstadt)“, bezieht sich also auf Ortsgründer, die an Stelle einer ehemaligen Burgstadt lebten (es gab im frühen 13. Jahrhundert einen Grad in der benachbarten Stadt Horodok, polnisch: Gródek, was beides „Burglein/Städtchen“ bedeutet). Unter dem Einfluss der polnischen Sprache entwickelte sich der Name zunächst zu Hrodiatycze (ohne pleophonia) und verlor das H im Namen (vergleiche Horodyslawytschi, im Polnischen: Horodysławice > Hrodysławice > Rodysławice, sowie Hrumno > Rumno).
Eine römisch-katholische Pfarrei des Erzbistums Lemberg bestand im Ort vor dem Jahr 1449. Das Dorf war schon damals ethnisch polnisch, d. h. die Personennamen der Einwohner waren in den damaligen historischen Quellen überwiegend polnisch.
Er gehörte zunächst zum Lemberger Land in der Woiwodschaft Ruthenien der Adelsrepublik Polen-Litauen. Bei der Ersten Teilung Polens kam das Dorf 1772 zum neuen Königreich Galizien und Lodomerien des habsburgischen Kaiserreichs (ab 1804). 1785 wurde die Reichsstraße von Wien nach Lemberg im Süden des Dorfs eröffnet. Die österreichische Regierung verkaufte das Dorf im Jahr 1824. 1859 wurde die Bahnstrecke Lwiw–Przemyśl örtlich entlang der Lemberger Reichsstraße eröffnet.

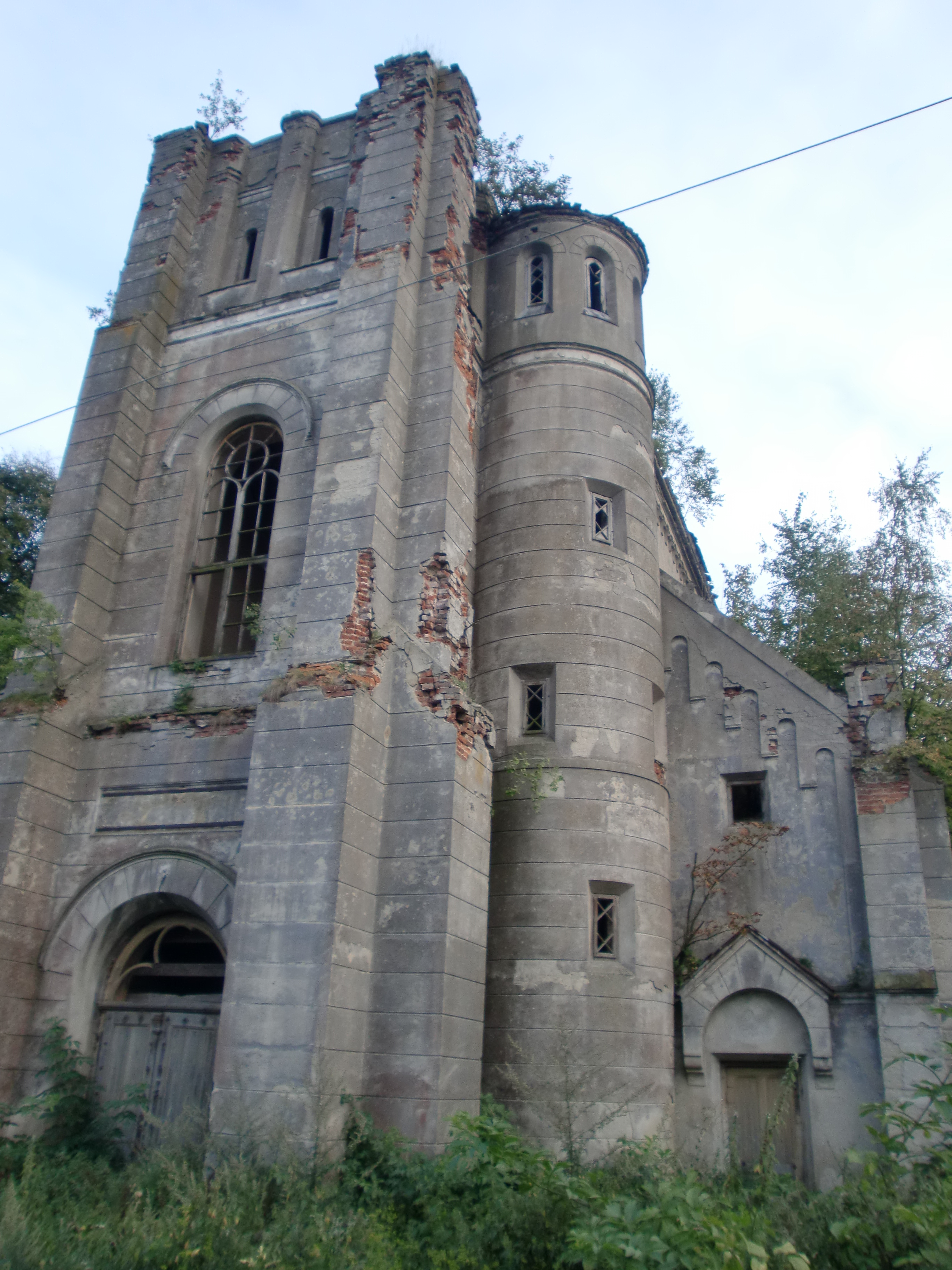
Ruine der römisch-katholischen Kirche aus den Jahren 1897–1898

Rodatycze war damals das größte Dorf mit polnischer Besiedlung im Bezirk Gródek Jagielloński. Im Jahr 1900 hatte die Gemeinde 298 Häuser mit 2036 Einwohnern, davon waren 2022 polnischsprachig, 14 ruthenischsprachig, 1817 römisch-katholisch, 184 griechisch-katholisch, 35 Juden.
Nach dem Ende des Polnisch-Ukrainischen Kriegs 1919 kam die Gemeinde zu Polen. Im Jahr 1921 hatte die Gemeinde Rodatycze 406 Häuser mit 2428 Einwohnern, davon waren 2392 Polen, 36 Ruthenen, 2239 römisch-katholisch, 152 griechisch-katholisch, 35 Juden (Religion).
Im Zweiten Weltkrieg gehörte der Ort zuerst zur Sowjetunion und ab 1941 zum Generalgouvernement, ab 1945 wieder zur Sowjetunion, heute zur Ukraine.
Nach dem Krieg wurden die Polen nach Niederschlesien umgesiedelt. Die römisch-katholische Kirche ist eine Ruine. Die griechisch-katholische Kirche im neobyzantischen Stil ist aus dem Jahr 1904.